# Gytis Lukšas
Tėvas Romualdas Lukšas (Kaunas, 16 maggio 1946) è un regista lituano.

## Filmografia
- Il segmento Telefonas di Linksmos istorijos (1974), film televisivo
- Žvangutis (1974)
- Virto ąžuolai (1976) (anche sceneggiatura)
- Mano vaikystės ruduo (1978)
- Žaltvykslės (1980) (anche sceneggiatura)
- Vasara baigiasi rudenį  (1981)
- Anglu valsas (1982) (anche sceneggiatura)
- Vakar ir visados (1984) (anche sceneggiatura)
- Žolės šaknys (1988), film televisivo
- J. Miltinis. Monologai (1988), documentario (anche sceneggiatura)
- Žalčio žvilgsnis (1990), titolo inglese: A Glance of the Serpent
- Žemės Keleiviai (1991)
- Mėnulio Lietuva (1998)
- Tarnavimas (2001), documentario
- Dieviškoji šviesa (2006), documentario (anche sceneggiatura)
- Duburys (2009) (anche sceneggiatura)